# قطعنامه ۳۵۶ شورای امنیت
قطعنامه ۳۵۶ شورای امنیت سازمان ملل متحد که در تاریخ ۱۲ اوت ۱۹۷۴ تصویب شد، سندی بین‌المللی دربارهٔ عضویت گینه بیسائو است. این قطعنامه طی نشست ۱٬۷۹۱ام با ۱۵ موافق، ۰ مخالف و ۰ ممتنع تصویب شد.